# Gora Trëhglavaja
Gora Trëhglavaja (englische Transkription von russisch Гора Трёхглавая Gora Trjochglawaja, deutsch ‚Dreiköpfiger Berg‘) ist ein Nunatak im ostantarktischen Mac-Robertson-Land. Er ragt im östlichen Teil des Fisher-Massivs in den Prince Charles Mountains auf.
Russische Wissenschaftler benannten ihn.